# Wanderson Miranda Francisco
Wanderson Miranda Francisco, meglio noto come Wanderson (Santo Amaro da Imperatriz, 8 febbraio 1990), è un calciatore brasiliano, centrocampista del Barrosas.

## Carriera
Ha giocato nella massima serie rumena.